# Gordon (Geòrgia)
Gordon és una població dels Estats Units a l'estat de Geòrgia. Segons el cens del 2000 tenia 2.152 habitants.

## Demografia
Segons el cens del 2000, Gordon tenia 2.152 habitants, 826 habitatges, i 579 famílies. La densitat de població era de 153,9 habitants/km².
Dels 826 habitatges en un 32,1% hi vivien nens de menys de 18 anys, en un 45% hi vivien parelles casades, en un 21,3% dones solteres, i en un 29,9% no eren unitats familiars. En el 27,2% dels habitatges hi vivien persones soles l'11,4% de les quals corresponia a persones de 65 anys o més que vivien soles. El nombre mitjà de persones vivint en cada habitatge era de 2,61 i el nombre mitjà de persones que vivien en cada família era de 3,16.
Per edats la població es repartia de la següent manera: un 27,6% tenia menys de 18 anys, un 9,1% entre 18 i 24, un 27% entre 25 i 44, un 22,6% de 45 a 60 i un 13,7% 65 anys o més.
L'edat mediana era de 35 anys. Per cada 100 dones de 18 o més anys hi havia 81,7 homes.
La renda mediana per habitatge era de 32.891 $ i la renda mediana per família de 39.189 $. Els homes tenien una renda mediana de 33.661 $ mentre que les dones 20.968 $. La renda per capita de la població era de 13.771 $. Entorn del 19,3% de les famílies i el 21,4% de la població estaven per davall del llindar de pobresa.

## Poblacions més properes
El següent diagrama mostra les poblacions més properes.